# Lijst van voetbalinterlands Belize - Puerto Rico
Deze lijst van voetbalinterlands is een overzicht van alle officiële voetbalwedstrijden tussen de nationale teams van Belize en Puerto Rico. De landen speelden tot op heden drie keer tegen elkaar. De eerste ontmoeting, een kwalificatiewedstrijd voor de CONCACAF Nations League 2019/20, werd gespeeld in Belmopan op 16 november 2018. Het laatste duel, een vriendschappelijke wedstrijd, vond plaats op 24 maart 2024 in de Belizaanse hoofdstad.

## Wedstrijden
| № | Plaats   | Datum            | Competitie                            | Wedstrijd            | Uitslag |
| - | -------- | ---------------- | ------------------------------------- | -------------------- | ------- |
| 1 | Belmopan | 16 november 2018 | CONCACAF Nations League 2019/20 kwal. | Belize − Puerto Rico | 1 – 0   |
| 2 | Belmopan | 21 maart 2024    | Vriendschappelijk                     | Belize − Puerto Rico | 1 − 1   |
| 3 | Belmopan | 24 maart 2024    | Vriendschappelijk                     | Belize − Puerto Rico | 3 − 0   |

## Samenvatting
| Competitie                           | Totaal gespeeld | Winst Belize | Gelijk | Winst Puerto Rico | Doelsaldo Belize – Puerto Rico |
| ------------------------------------ | --------------- | ------------ | ------ | ----------------- | ------------------------------ |
| CONCACAF Nations League-kwalificatie | 1               | 1            | 0      | 0                 | 1 – 0                          |
| Vriendschappelijk                    | 2               | 1            | 1      | 0                 | 4 − 1                          |
| Totaal                               | 3               | 2            | 1      | 0                 | 5 – 1                          |

Wedstrijden bepaald door strafschoppen worden, in lijn met de FIFA, als een gelijkspel gerekend.
FFB · A-internationals · Bondscoaches · Statistieken · Belizaans vrouwenelftal
1990 – 1999 ·
2000 – 2009 ·
2010 – 2019 ·
2020 − 2029
1995 · 
1996 · 
1997 · 
1998 · 
1999 · 
2000 · 
2001 · 
2002 · 
2003 · 
2004 · 
2005 · 
2006 · 
2007 · 
2008 · 
2009 · 
2010 · 
2011 · 
2012 · 
2013 · 
2014 ·
2015 ·
2016 ·
2017 ·
2018 ·
2019 ·
2020 ·
2021 ·
2022 ·
2023 ·
2024
Anguilla ·
Bahama's ·
Barbados ·
Bermuda ·
Canada ·
Costa Rica ·
Cuba ·
Dominicaanse Republiek ·
El Salvador ·
Grenada ·
Guatemala ·
Guyana ·
Haïti ·
Honduras ·
Kaaimaneilanden ·
Mexico ·
Montserrat ·
Nicaragua ·
Panama ·
Puerto Rico ·
Saint Kitts en Nevis ·
Saint Vincent en de Grenadines ·
Trinidad en Tobago ·
Turks- en Caicoseilanden ·
Verenigde Staten
FPF · 
A-internationals · 
Puerto Ricaans vrouwenelftal
1940 · 
1941 · 
1942 · 
1943–1945 · 
1946 · 
1947 · 
1948 · 
1949 · 
1950–1958 · 
1959 · 
1960–1961 · 
1962 · 
1963 · 
1964 · 
1965 · 
1966 · 
1967 · 
1968 · 
1969 · 
1970 · 
1971 · 
1972 · 
1973 · 
1974 · 
1975 · 
1976 · 
1977 · 
1978 · 
1979 · 
1980 · 
1981 · 
1982 · 
1983 · 
1984 · 
1985 · 
1986 · 
1987 · 
1988 · 
1989–1990 · 
1991 · 
1992 · 
1993 · 
1994 · 
1995 · 
1996 · 
1997 · 
1998 · 
1999 · 
2000 · 
2001 · 
2002 · 
2003 · 
2004 · 
2005 · 
2006–2007 · 
2008 · 
2009 · 
2010 · 
2011 · 
2012 · 
2013 · 
2014 · 
2015 · 
2016 ·
2017 ·
2018 ·
2019 ·
2020 ·
Anguilla ·
Antigua en Barbuda ·
Aruba ·
Bahama's ·
Barbados ·
Belize ·
Bermuda ·
Britse Maagdeneilanden ·
Canada ·
Colombia ·
Costa Rica ·
Cuba ·
Curaçao ·
Dominicaanse Republiek ·
El Salvador ·
Grenada ·
Guatemala ·
Guyana ·
Haïti ·
Honduras ·
India ·
Indonesië ·
Jamaica ·
Kaaimaneilanden ·
Nederlandse Antillen ·
Nicaragua ·
Panama ·
Saint Kitts en Nevis ·
Saint Lucia ·
Saint Vincent en de Grenadines ·
Spanje ·
Suriname ·
Trinidad en Tobago ·
Venezuela ·
Verenigde Staten